# Гаванде, Атул
Атул Гаванде (англ. Atul Gawande; род. 5 ноября 1965 года, Бруклин, Нью-Йорк) — американский хирург, журналист, писатель. Широко известен как эксперт в области оптимизации современного здравоохранения. Доктор медицины (1995). Общий хирург и хирург-эндокринолог в Brigham and Women’s Hospital (Бостон, штат Массачусетс), первый заместитель руководителя Центра хирургии и общественного здоровья этой клиники. Адъюнкт-профессор Гарвардской медицинской школы. Член Американского философского общества (2012).
Постоянный автор материалов на медицинские темы в журналах The New Yorker и Slate. Автор бестселлеров «Чек-лист. Как избежать глупых ошибок, ведущих к фатальным последствиям», «Осложнения» (англ. «Complications»), и «Лучше» (англ. «Better»).
Макартуровский стипендиат (2006).

## Ранние годы и образование
Гаванде родился в Бруклине в семье врачей - иммигрантов из Индии (из штата Махараштра). Вскоре семья переехала в Афины, Огайо, где и выросли Атул Гаванде и его сестра.
В 1987 году получил степень бакалавра в Стэнфордском университете. В 1989 году как стипендиат Родса получил степень по философии, политологии и экономике в Баллиол-колледже Оксфордского университета. В 1995 году в Гарвардской медицинской школе получил степень доктора медицины. В 1999 году получил степень Магистра общественного здравоохранения (англ. Master of Public Health) Гарвардской школы общественного здравоохранения.

## Политическая деятельность
Студентом Гаванде работал волонтером в кампании Гэри Харта. В 1998 году он принимал участие в президентской кампании Эла Гора. Работал в качестве исследователя в области здравоохранения в команде конгрессмена-демократа от штата Теннесси Джима Купера, автора концепции «управляемой конкуренции» в здравоохранении. Отучившись два года на медицинском факультете, Атул Гаванде принял участие в избирательной кампании Билла Клинтона 1992 года в качестве советника в области здравоохранения. После того, как Клинтон стал президентом, Гаванде занял пост старшего советника Министерства здравоохранения и социальных служб США, возглавив один из комитетов. В 1993 году он вернулся на медицинский факультет, который и закончил в 1994. С 9 ноября 2020 г. член COVID-19 Advisory Board Джо Байдена.

## Журналистика
Вскоре после начала резидентуры друг Гаванде Якоб Вейсберг, редактор онлайн издания Slate, попросил его написать что-то для этого журнала. Статьи Гаванде о жизни начинающего хирурга привлекли внимание журнала New Yorker, и в 1998 году Атул Гаванде стал штатным автором издания.
В июне 2009 года в New Yorker был опубликован очерк Гаванде, в котором сравнивались два города в штате Техас и было показано, почему в одном городе лечиться дороже, чем в другом.
На примере города Мак-Аллен он показал, что бизнес-модель, нацеленная на увеличение прибыли (в рамках которой может проводиться много лишних исследований и процедур), является важным фактором в росте расходов, в отличие от недорогого, но высококачественного лечения, проводимого в клинике Майо и других эффективных учреждениях здравоохранения.
Журналист The Washington Post Эзра Кляйн (англ. Ezra Klein) назвал этот очерк лучшей статьей года об американском здравоохранении, поясняющей, почему оно такое дорогое, такое бедное и что с этим можно сделать".
Эту работу Гаванде цитировал президент США Барак Обама, пытаясь провести через Конгресс закон о реформе здравоохранения.
Статья наделала шума и, по словам сенатора Рона Уайдена, сильно повлияла на мнение Барака Обамы.
Прочитав в New Yorker этот очерк, Чарльз Мангер, партнер Уоррена Баффета, отправил Атулу Гаванде чек на $20,000 в благодарность за социально значимую работу.
Эти деньги Гаванде передал в Центр хирургии и общественного здоровья(англ. Brigham and Women's Hospital Center for Surgery and Public Health).
Кроме популярных статей, Атул Гаванде публикуется в профессиональных медицинских журналах, включая New England Journal of Medicine.
Гаванде также является директором программы ВОЗ по обеспечению безопасности пациентов (англ. Global Patient Safety Challenge). Его очерки входили в списки «Лучших научных статей Америки 2002» и «Лучших научных статей Америки 2009»
.
Гаванде живет в Ньютоне (Массачусетс) с женой Кэтлин Хобсон (англ. Kathleen Hobson) и тремя детьми: Уолкером, Хэтти и Хантером.

## Награды и отличия
- В 2006 году Атул Гаванде стал лауреатом стипендии Мак-Артура за работу в области современной хирургии и медицинской этики[12][13].
- В 2007 году возглавил программу ВОЗ по сокращению летальных исходов в результате хирургических вмешательств[14], а в 2009 году был избран Hastings Center Fellow.[15].
- В 2004 году он был назван журналом Newsweek одним из 20 самых влиятельных выходцев из Южной Азии[16].
- В 2010 году включен в Time 100 — список наиболее влиятельных людей года — в категории «Ученые и мыслители»[17].
- Также в 2010 году Гаванде был включен журналом Foreign Policy в список лучших мыслителей мира[18].
- 2014 — Lewis Thomas Prize[англ.], Рокфеллеровский университет в Нью-Йорке

## Сноски
1. ↑  Atul Gawande // Česko-Slovenská filmová databáze (чеш.) — 2001.
2. ↑  APS Member History. Дата обращения: 12 февраля 2021. Архивировано 2 февраля 2021 года.
3. 1 2  Atul Gawande: Contributors: The New Yorker. Дата обращения: 29 апреля 2014. Архивировано 4 декабря 2007 года.
4. ↑  Former Policymaker Opts for Hands-On Health Care — International Herald Tribune
5. ↑  Atul Gawande (1 июня 2009). The Cost Conundrum – What a Texas town can teach us about health care. The New Yorker. Архивировано 10 июня 2011. Дата обращения: 29 июня 2011.
6. ↑  Ezra Klein (May 27, 2009). «Atul Gawande on American Health Care Архивная копия от 15 октября 2012 на Wayback Machine» The Washington Post Accessed August 3, 2011.
7. ↑  Bryant Furlow. US reimbursement systems encourage fraud and overutilisation (фр.) // The Lancet : magazine. — Elsevier, 2009. — Octobre (vol. 10, no 10). — P. 937—938. — doi:10.1016/S1470-2045(09)70297-9. — PMID 19810157.
8. ↑  Health Care Spending Disparities Stir a Fight Архивная копия от 25 мая 2017 на Wayback Machine, Robert Pear, The New York Times, June 8, 2009
9. ↑  Lauren Hatch. New Yorker Writer Gets $20,000 Check From Warren Buffett's Partner. Business Insider (2 марта 2010). Дата обращения: 27 мая 2012. Архивировано 30 марта 2012 года.
10. ↑  Shea, Danny (1 марта 2010). Atul Gawande, New Yorker Writer: I Didn't Accept Warren Buffett's Partner's $20,000 Check. Huffington Post. Архивировано 29 апреля 2014. Дата обращения: 29 апреля 2014.
11. ↑  Atul Gawande: surgeon, health policy scholar, and writer. Harvard Magazine (октябрь 2009). Дата обращения: 29 апреля 2014. Архивировано 16 января 2014 года.
12. ↑  MacArthur Fellows 2006. Atul Gawande Архивировано 28 сентября 2006 года.
13. ↑  Atul Gawande Named MacArthur Fellow. Press release by Brigham and Women's Hospital (19 сентября 2006). Дата обращения: 25 февраля 2010. Архивировано из оригинала 27 августа 2009 года.
14. ↑  «Q&A with Atul Gawande, Part 2» Архивировано 20 марта 2012 года. H&HN. June 30, 2011. Retrieved July 7, 2011.
15. ↑  The Hastings Center Elects Eight New Fellows Архивная копия от 4 марта 2012 на Wayback Machine
16. ↑  Power and Influence. Newsweek (22 марта 2004). Дата обращения: 3 февраля 2010. Архивировано из оригинала 4 июля 2010 года.
17. ↑  The 2010 Time 100: Atul Gawande. 29 апреля 2010. Архивировано 17 августа 2013. Дата обращения: 29 апреля 2014.
18. ↑  «Foreign Policy Magazine». Дата обращения: 29 апреля 2014. Архивировано 19 ноября 2014 года.
19. ↑  accessed March 4, 2010.
20. ↑  Gawande, Atul. About Atul Gawande. Дата обращения: 31 мая 2011. Архивировано 8 июня 2011 года.